# Presa de Montargil
La presa de Montargil, construida sobre el lecho del río Sôr (en la cuenca del río Tajo), está situada en la freguesia de Montargil, en el municipio de Ponte de Sor, en el distrito de Portalegre, en Portugal.
Fue diseñado por la Dirección General de Servicios Hidráulicos en 1954 y finalizado en 1958. Actualmente es propiedad de la Asociación de Regantes y Beneficiarios del Valle del Sorraya y, junto con la presa de Maranhão y la presa de Magos, alimenta el Canal del Sorraya.
La presa cuenta con una capacidad de 164,3 hm³ y su superficie inundada es de 1.646 hectáreas. Tiene una capacidad máxima de descarga de 765 m³/s. La longitud de la coronación es de aproximadamente 427 m, con un volumen de vertido de 858.000 m³ y una altura sobre el terreno natural de 36 m. Cuenta con una central hidroeléctrica equipada con una turbina Francis que produce una 5,9 GWh de media al año.
El embalse de la presa es muy utilizado para deportes acuáticos, pesca deportiva y para actividades relacionadas con la naturaleza como la observación de aves.